# Bythinella samecana
Bythinella samecana е вид охлюв от семейство Hydrobiidae.

## Разпространение и местообитание
Видът е разпространен в Босна и Херцеговина.
Обитава сладководни басейни и потоци.

## Описание
Популацията на вида е намаляваща.